# Ridgeia phaeophiale
Ridgeia phaeophiale är en ringmaskart som beskrevs av Jones 1985. Ridgeia phaeophiale ingår i släktet Ridgeia och familjen skäggmaskar. Inga underarter finns listade i Catalogue of Life.